# Erland Hellström
Erland Folke Henry Hellström (* 16. Dezember 1980 in Kaiserslautern) ist ein ehemaliger schwedischer Fußballspieler. Der Torwart ist der Sohn des ehemaligen schwedischen Nationalspielers Ronnie Hellström.

## Werdegang

### Jugendjahre und Durchbruch im Männerbereich
Der in der Bundesrepublik Deutschland geborene Hellström zog mit seiner Familie nach dem Karriereende seines Vaters beim 1. FC Kaiserslautern 1984 nach Upplands Väsby. 1986 begann er hier bei Bollstanäs SK mit dem Fußballspielen, ehe er als Elfjähriger in die Jugend von Väsby IK wechselte. 1996 gewann er mit der Jugendmannschaft den St. Erikscupen, einen der bedeutendsten Wettbewerbe für schwedische Nachwuchsmannschaften.
1997 rückte Hellström in den Kader der Drittligamannschaft von Väsby IK auf, spielte aber parallel noch für die Nachwuchsmannschaft in der Juniorallsvenskan. Am letzten Spieltag der Spielzeit 1997 kam er für den Klub bei der 2:3-Niederlage gegen Karlstad BK in der Division II Västra Svealand zu seinem Debüt im Männerbereich. In der folgenden Spielzeit gehörte er zwar vollends zum Kader, konnte aber aufgrund seiner Verletzungsanfälligkeit nicht den Platz zwischen den Pfosten ergattern. Erst im Sommer 1999 etablierte er sich als Stammkraft im Tor des Klubs und konnte mit ihm die Meisterschaft der Division II Östra Svealand erkämpfen. Auch in den anschließenden drei Relegationsspielen hütete er das Tor, als Zweiter hinter dem FC Café Opera wurde der Aufstieg jedoch verpasst.

### Schwedischer Meister als Ersatzmann
Hellström verließ Väsby IK im Dezember 1999, um ab der folgenden Spielzeit als Ersatzmann des vormaligen Nationaltorhüters Lars Eriksson bei Hammarby IF in der Allsvenskan tätig zu sein. Es dauerte bis zum 10. September 2001, ehe er erstmals in der schwedischen Eliteserie zwischen den Pfosten stand. Beim 2:2-Unentschieden gegen BK Häcken ersetzte er die eigentliche Nummer eins und trug somit zum Gewinn des Lennart-Johansson-Pokals als schwedischer Landesmeister bei. Nach dem Karriereende Erikssons wurde mit Ante Covic ein neuer Torhüter verpflichtet. Nachdem sich der Australier zwischen den Pfosten etablieren konnte, beschloss der Klub, Hellström in der Spielzeit 2003 zu verleihen.

### Stammspieler in der zweiten Liga und Aufstieg in die Allsvenskan
Hellström wechselte daher zu Assyriska FF in die Superettan. Beim ersten Spiel verletzte Hellström sich bereits nach 5 Spielminuten und fiel einem gebrochenen Mittelfinger längere Zeit aus. Beim Zweitligisten etablierte er sich im Tor und der Klub verpflichtete ihn nach einem Jahr fest. Zum Ende des Jahres erreichte er mit dem von Tom Turesson trainierten Zweitligisten zudem das Endspiel um den Landespokal. An der Seite von Pierre Bengtsson, Christos Christoforidis, Michael Borgqvist, Johan Ländin und Dennis Östlundh verlor die Mannschaft jedoch das Endspiel gegen IF Elfsborg durch zwei Tore von Lars Nilsson mit 0:2.
In seiner zweiten Spielzeit beim Klub aus Södertälje absolvierte Hellström alle 30 Saisonspiele über die komplette Distanz und erreichte mit dem Klub den dritten Tabellenrang, der die Qualifikation zu den Relegationsspielen zur Allsvenskan bedeutete. Die Mannschaft verlor das Duell gegen den Drittletzten der ersten Liga Örgryte IS nach einem 2:1-Heimerfolg und einer 0:1-Auswärtsniederlage durch ein Eigentor in der Nachspielzeit dank der Auswärtstorregel. Da jedoch dem Erstligisten Örebro SK die Lizenz entzogen wurde, rückte Assyriska als erster Gastarbeiterverein in Schweden in die erste Liga auf. Für den Erstliganeuling erwies sich jedoch das schwedische Oberhaus als zu stark, der Klub musste den direkten Wiederabstieg hinnehmen. Auch nach dem Wiederabstieg gehörte der Torwart zu den Leistungsträgern seines Vereins und bestritt noch 18 Partien, ehe er im Sommer 2006 einen Kreuzbandriss erlitt und die restliche Spielzeit ausfiel.

### Rückkehr zu Hammarby IF und Verletzungspech
Nachdem Assyriska aus der ersten Liga kommend direkt in die Drittklassigkeit abgestürzt war und sein Vertrag mit dem Klub auslief, verkündete Hellström seinen Abschied vom Klub. Covic hatte nach der Spielzeit 2006 Schweden in Richtung Australien verlassen, so dass Hammarby IF Interesse anmeldete, den ehemaligen Ersatzmann als neue Nummer eins zu verpflichten. Da dieser jedoch verletzt war, lieh Hammarby IF zudem Richard Kingson für drei Monate aus, um die Zeit bis Hellström vollständig rehabilitiert war zu überbrücken. Nachdem Kingson den Klub Ende Juni nach Ablauf der Leihfrist verlassen hatte, kehrte Hellström bei der 2:4-Niederlage bei Helsingborgs IF auf den Fußballplatz zurück. Jedoch verletzte er sich im folgenden Spiel erneut, so dass sich beim Klub in der Folge eine Torwartkrise entwickelte und innerhalb von anderthalb Jahren sechs verschiedene Torhüter zwischen den Pfosten standen. Nachdem sich sein Ersatzmann Benny Lekström, der den zwischenzeitlich genesenen Hellström verdrängen konnte, ebenso verletzte, kam Hellström wieder ins Tor zurück. Jedoch verletzte er sich abermals, als er im Oktober beim Spiel gegen IFK Göteborg einen Bruch erlitt und damit langfristig ausfiel. Für die restliche Spielzeit wurden beide von Nachwuchstorwart George Moussan ersetzt während Torwarttrainer Lars Eriksson sich als Ersatzmann auf die Auswechselbank setzte und für die Spielzeit 2008 verpflichtete der Klub den Ersatzmann der Nationalmannschaft Rami Shaaban und Kristoffer Björklund.
Hellström blieb in der Folge die Rolle des Ersatzmannes. Daher verlieh Hammarby IF ihn im März 2009 bis zum Sommer an den Zweitligisten Väsby United, um nach der langen verletzungsbedingten Pause Spielpraxis zu sammeln. Dort kam er bis zur Sommerpause zu zwei Ligaeinsätzen. Nach seiner Rückkehr zu Hammarby IF entschlossen sich Verein und Spieler zur Auflösung des Vertrages. In der Folge war er vereinslos.
Im Februar 2011 beendete Hellström offiziell seine aktive Laufbahn und wurde parallel zu seiner hauptberuflichen Tätigkeit als Volkswirt Torwarttrainer bei IK Frej.